# Arvid Knöppel
Johan Arvid Konstantin Knöppel (* 7. März 1867 in Stockholm; † 7. März 1925 in Bad Nauheim) war ein schwedischer Sportschütze.

## Erfolge
Arvid Knöppel, der für Växjö SG aktiv war, nahm an den Olympischen Spielen 1908 in London teil, bei denen er lediglich in der Disziplin Laufender Hirsch im Mannschaftswettbewerb startete. Gemeinsam mit Alfred Swahn, Ernst Rosell und Oscar Swahn gewann er in diesem mit 86 zu 85 Treffern knapp vor Großbritannien, die als einzige andere Nation mit einer Mannschaft am Wettbewerb teilnahm, die Goldmedaille und wurde damit Olympiasieger.
Knöppel besaß eine Brauerei und war als Autor aktiv. Er war mit der Malerin und Bildhauerin Maria Schultz verheiratet. Ihr Sohn Gustav Arvid Knöppel war ebenfalls Bildhauer und nahm 1932 an den Kunstwettbewerben der Olympischen Spiele in Los Angeles teil.